# Jariyan al Batnah
Jariyan al Batnah (tiếng Ả Rập: جريان الباطنة) là một đô thị của Qatar.
Bản mẫu:Qatar